# جرانتزه
جرانتزه (به ایتالیایی: Granze) یک کومونه در ایتالیا است که در استان پادووا واقع شده‌است.

## خصوصیات
جرانتزه ۱۱٫۴ کیلومترمربع مساحت و ۱٬۸۰۳ نفر جمعیت دارد.